# Radovan Klopčič
Radovan Klopčič (rojen Rudolf Klopčič), slovenski šolski metodik in ilustrator, * 10. april 1898, Moravče, † 1992.
Rodil se je očetu železniškemu uslužbencu Rudolfu st. in materi Mariji (rojena Cerar). Leta 1928 je diplomiral iz pedagogika, psihologije in matematike na zagrebški univerzi. Poučeval je na učiteljiščih, najprej v Mariboru, nato pa od 1945-1968 v Ljubljani. Skupaj z ženo Marto je napisal več metodičnih priročnikov za osnovne šole. Bil je sourednik berila za 5. razred osnovne šole (1961); ilustriral pa je tudi nekatere izdaje učnih in mladinskih knjig.